# 6738 Tanabe
6738 Tanabe (1993 FD1) là một tiểu hành tinh vành đai chính được phát hiện ngày 20 tháng 3 năm 1993 bởi K. Endate và K. Watanabe ở Kitami.